# أندي فوكس
أندي فوكس (بالإنجليزية: Andy Fox) هو لاعب كرة قاعدة أمريكي، ولد في 12 يناير 1971 في ساكرامنتو في الولايات المتحدة.

## وصلات خارجية
- أندي فوكس على موقعبيزبول رفرنس.كوم (الدوري الرئيسي) (الإنجليزية)
- أندي فوكس على موقعبيزبول رفرنس.كوم (الدوري الثانوي) (الإنجليزية)
- أندي فوكس على موقع مشجعي الرسوم البيانية (الإنجليزية)